# Mbe
Mbé est une commune du Cameroun située dans la région de l'Adamaoua et le département du Vina.

## Population
Selon le plan communal de développement de 2013, la commune comptait 42 763 habitants, dont 11 288 pour Mbé Ville.

## Végétation
La commune est située dans le domaine phytogéographique soudanien. La végétation y est composée d’une savane arbustive prédominante, composée de formations mixtes d'arbustes ne dépassant pas 7 mètres et d’une savane arborée constituée d'arbres et de graminées dont les arbres sont d’environ 10 à 12 mètres.
Cette végétation regroupe diverses espèces dont les espèces locales fruitières et consommables, les espèces locales à usages domestiques et médicinales, les espèces exotiques fruitières puis les espèces forestières. Il est à noter la présence des forêts galeries le long des cours d’eau.
La pression sur le pâturage avec la sédentarisation progressive des éleveurs Bororos, les feux de brousse pratiqués pour la préparation des champs, l’exploitation du bois de chauffe et du bois d’œuvre réduit la diversité floristique. Les espèces végétales rencontrées sont: Parkia biglobosa (néré) ; Combretum spp ; Annona senengalensis (assorah), Borasus acthiopum (doubbi), Piliostigma recticulata (barkédjé), Anageissus leiocarpus, etc…

## Relief
L’espace communal est situé dans une pénéplaine ; elle est de ce fait peu accidentée. Cette monotonie d’ensemble est par endroit rompue avec la présence de buttes et collines. Les bas fonds
qui la traversent constituent les zones de basses altitudes. Les pentes comprises entre 0 et 10 % traduisant une faible sensibilité à l’érosion. L’altitude moyenne est comprise entre 650 à 1 500 m.
On constate aussi la présence des Collines rocheuses rongées par l’érosion, la disponibilité de terrains sur lesquels on peut construire, des zones inondables, des pentes raides et collines.
Les zones protégées dans les villages incluent les sites vulnérables, risquant et scéniques qui ne doivent pas être occupés, mis en valeur et construits. 

## Structure administrative de la commune
Outre Mbé proprement dit, la commune comprend les villages suivants :
- Dena
- Djett
- Gop-Gabdo
- Gorhiek
- Harr
- Home
- Karna Manga
- Karna Petel
- Mane
- Marouaré
- Mbip
- Mona-Lassi
- Ndom Bénoué
- Ndong
- Ngaouyanga
- Nguesseck-Kessoum
- Nguesseck-Tatt
- Nguesseck-Ngai
- Nyadou
- Sassa Garda
- Sassa Mberse
- Sassa Mbersi
- Tagboum
- Tibang (Nyassey)
- Toubaka
- Vourgne Ngaouyack
- Vourgne-Mamboum
- Wack I
- Wack II

## Personnalités nées à Mbé
- Emmanuel Abbo (1969-), évêque